# DIN 41612

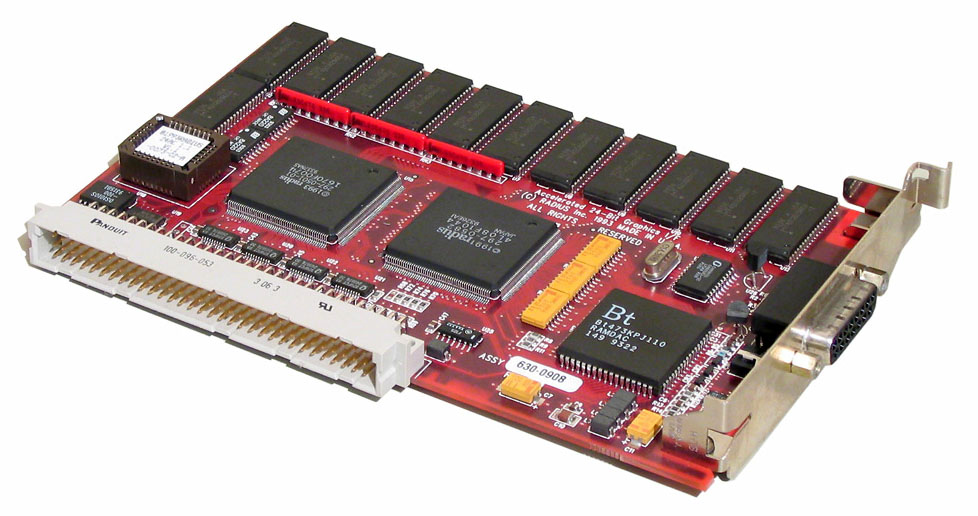
Графическая карт стандарта NuBus со штыревым разъёмом 3×32 DIN 41612 (белый, спереди слева).

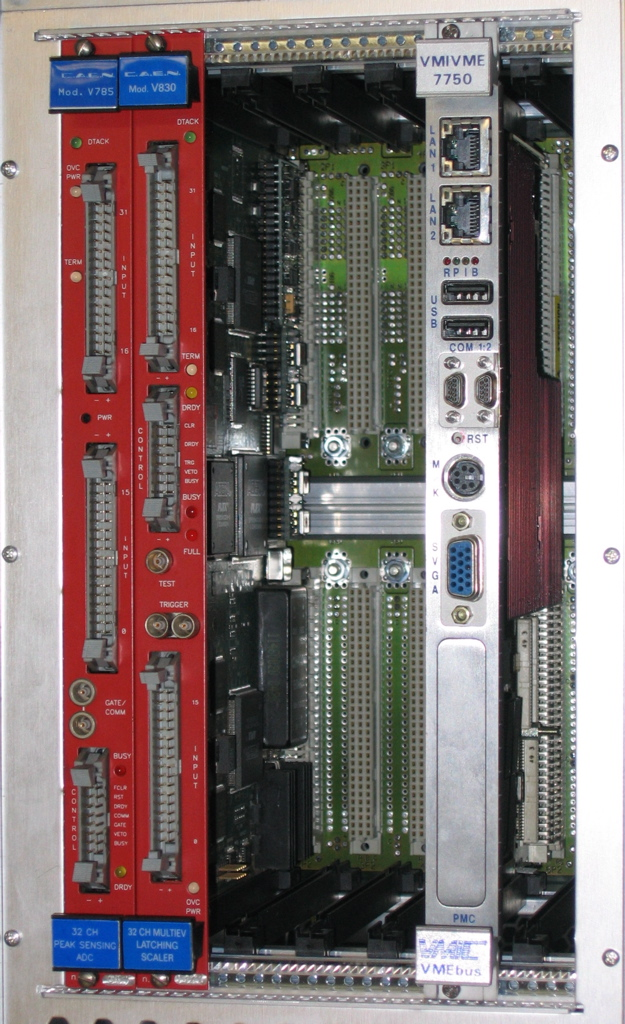
Крейт VMEbus. Гнездовые разъёмы 3×32 DIN 41612 видны в глубине на зелёной объединительной панели.

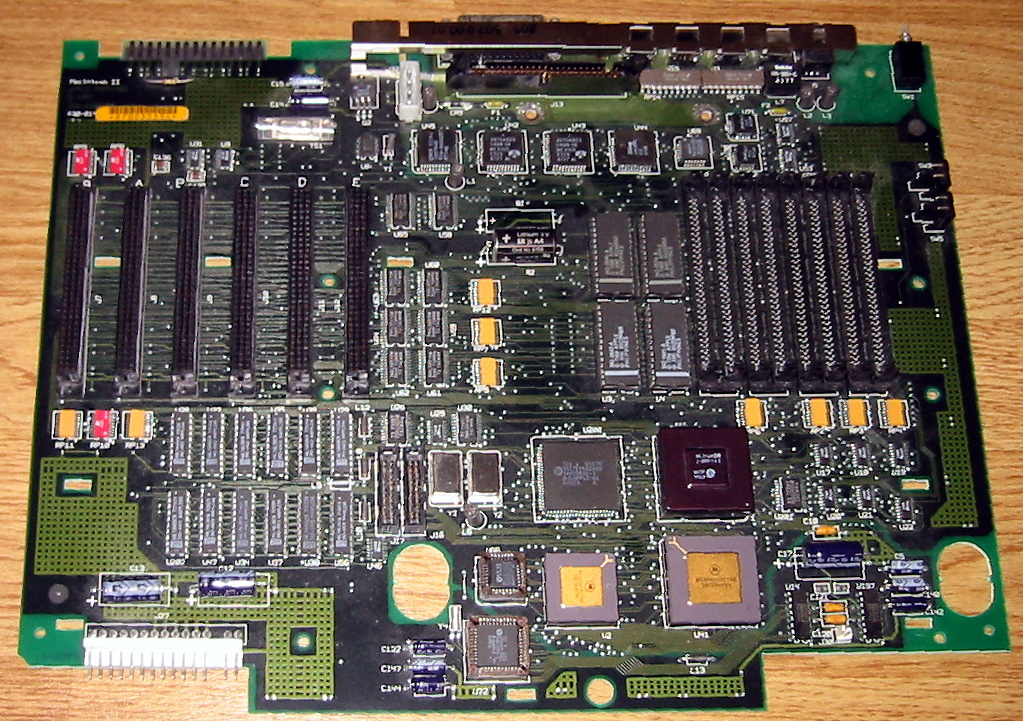
Материнская плата Macintosh II в стандарте NuBuS с 6 гнездовыми разъёмами 3×32 DIN 41612 (чёрные, в центре слева).

DIN 41612 — это стандарт электрического разъема Немецкого института стандартизации широко используемый в электронных системах. Широко используется в системах с открытой архитектурой, в которых стандартизация разъёмов является необходимым условием для совместной работы компонент разных производителей. Наиболее широко известен как разъём, стандартизированный для использования в системах VMEbus. Так же использовался в системах с шиной NuBus. Этот стандарт был принят в МСЭ в качестве стандарта IEC 60603-2 и EN 60603-2. В некоторых странах бывшего СССР разъёмы стандарта выпускаются так же под обозначениями СНП59, НЩ0.364061ТУ и иными.
Разъёмы DIN 41612 так же используются в STEbus, Futurebus, VMEbus, Multibus II, NuBus, VXI Bus,, платах стандарта TRAM, предназначенных для транспьютеров, и Europe Card Bus. В большинстве случаев используются штыревые разъёмы DIN 41612 на картах стандарта Eurocard, вставляемых в гнездовые разъёмы DIN 41612, расположенные на объединительной панели в крейтовой системы.

## Механические требования
Описанные в стандарте соединители могут иметь один, два или три ряда контактов, обозначаемые как ряд a, b и c. Двухрядные коннекторы могут использовать ряды a+b или ряды a+c. Соединители могут использовать 16 или 32 набора контактов в каждом ряду. В результате допускаются комбинации из 16, 32, 48, 64 или 96 контактов. Ряды и колонки расположены на узлах 0.1 дюймовой (2.54 мм) сетки. Допустимая сила нажатия или разъединения так же указана в стандарте.
Контакты в гнездовых частях разъёмов DIN 41612 зачастую впресовываются в разъём, а не припаиваются к нему. Эта технология изготовления предназначена для того, чтобы исключить риск термического повреждения объединительной панели.

## Электрические требования
Стандарт требует, чтобы каждый из контактов разъёма выдерживал напряжение до 500 вольт и до 2 ампер. Эти требования могут быть пересмотрены разработчиком стандарта исходя из соображений электробезопасности и энергоэффективности.

## Показатели надёжности
Спецификация DIN 41612 устанавливает три класса надёжности для разъёмов, выполненных в соответствии со стандартом. Class 1 должен обеспечивать не менее 500 циклов соединения-разъединения; class 2 — не менее 400 циклов и class 3 — 50 циклов.